# (523640) 2010 RO64
2010 RO64, também escrito como 2010 RO64, é um objeto transnetuniano que está localizado no Cinturão de Kuiper, uma região do Sistema Solar. Este corpo celeste é classificado como um cubewano. Ele possui uma magnitude absoluta de 5,3 e tem um diâmetro estimado de cerca de 383 km. O astrônomo Mike Brown lista este corpo celeste em sua página na internet como um candidato a possível planeta anão.

## Descoberta
2010 RO64 foi descoberto no dia 10 de setembro de 2010 pelos astrônomos D. L. Rabinowitz, M. Schwamb e S. Tourtellotte.

## Órbita
A órbita de 2010 RO64 tem uma excentricidade de 0,118 e possui um semieixo maior de 46,680 UA. O seu periélio leva o mesmo a uma distância de 41,161 UA em relação ao Sol e seu afélio a 52,199 UA.